# Академия Балтийского моря
Академия Балтийского моря — объединение 15 университетов из 9 стран, граничащих с Балтийским морем. Она была основана по инициативе Ганзейского Парламента в качестве некоммерческой организации в феврале 2010 года. Общая цель организации — служить связующим звеном между малыми и средними предприятиями (МСП) и научным сообществом. Академия Балтийского моря активно поддерживает компании, предлагая им конкретные решения в сфере исследования и разработок, но также создаёт и осуществляет программы обучения в соответствии с конкретными потребностями МСП. Приоритетом для осуществляемых задач в области исследований и разработок является продвижение инновационных решений для МСП. С точки зрения разрабатываемых программ обучения внимание уделяется дуальной системе обучения, которая позволяет совмещать практические навыки с научными знаниями.

## Ганзейские конференции
На ежегодной основе Академия Балтийского моря и Ганзейский Парламент проводят «Ганзейскую конференцию», двухдневное мероприятие, в рамках которого около 120 представителей бизнеса, науки и политики обсуждают одну из тем, связанных с малым и средним бизнесом. После нескольких презентаций проводятся круглые столы, на которых участники разрабатывают сценарии будущего. Данные встречи привлекают авторитетных спикеров, таких как комиссар ЕС Гюнтер Эттингер в 2011 году и комиссар ЕС Альгирдас Шемета в 2012 году. По завершении конференций Академия Балтийского моря издаёт книгу, в которой собраны презентации, научные доклады и результаты дискуссий.

## Публикации
Академия Балтийского моря периодически публикует рецензируемые статьи с конференций и стратегические программы. Ниже приведены некоторые из осуществлённых публикаций:
- Strategies for the Development of Crafts and SMEs in the Baltic Sea Region, 180 pages (German, Polish, English, Russian), 2011
- Education Policy Strategies today and tomorrow around the «Mare Balticum», 432 pages (German, English), 2011
- Energy Efficiency and Climate Protection around the Mare Balticum, 264 pages (German, English), 2011
- Strategy Programme for education policies in the Baltic Sea Region, 172 pages (German, Polish, English), 2012
- SME relevant sectors in the BSR: Personnel organisation, Energy and Construction, 188 pages (English), 2012
- Strategies and Promotion of Innovation in Regional Policies around the Mare Balticum, 432 pages, (German, English), 2012
- Strategy Programme for innovation in regional policies in the Baltic Sea Region, 240 pages, (German, Polish, English) 2012
- Humanivity — Innovative economic development through human growth, 248 pages (English), 2012